# Aubigny-en-Plaine
Aubigny-en-Plaine település Franciaországban, Côte-d’Or megyében. Lakosainak száma 544 fő (2022. január 1.). Aubigny-en-Plaine Bessey-lès-Cîteaux, Magny-lès-Aubigny, Saint-Nicolas-lès-Cîteaux és Brazey-en-Plaine községekkel határos.

## Népesség
A település népességének változása:
| Lakosok száma | 196  | 265  | 296  | 338  | 454  | 481  | 507  | 529  | 535  | 544  |
|               | 1968 | 1982 | 1990 | 2006 | 2013 | 2015 | 2017 | 2019 | 2020 | 2022 |